# Ali sporche
Ali sporche è un singolo del rapper italiano Coez, pubblicato il 16 aprile 2012 come secondo estratto dall'album Non erano fiori.

## Descrizione
In relazione a questo brano, Coez ha raccontato:

## Video musicale
Il 16 aprile 2012 è stato pubblicato su YouTube il video ufficiale del brano, con la regia di Federico Fred Cangianiello.

## Tracce
Testi di Coez, musiche di Coez e Riccardo Sinigallia.
1. Ali sporche – 3:46